# Gina Bianchini
Gina Bianchini (1972) é uma empresária estadunidense, notória por ter sido CEO da Ning, empresa que co-fundou com Marc Andreessen. Após deixar a Ning em março de 2010, foi executiva em residência da firma Andreesen Horowitz.